# Shenyang JJ-1

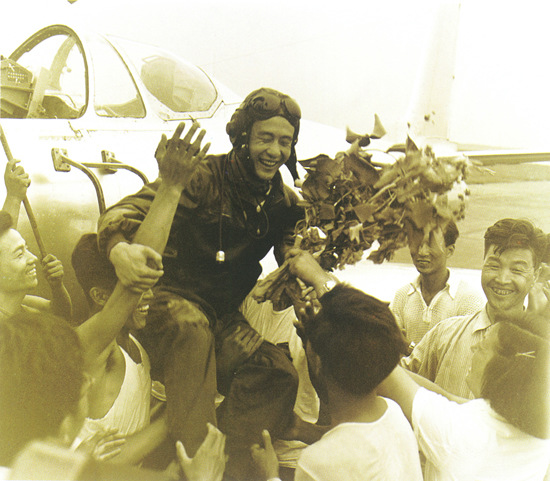
Pilot Yu Zhenwu am 26. Juli 1958 nach dem Erstflug mit der Shenyang JJ-1

Die Shenyang JJ-1 ist ein zweisitziger chinesischer Strahltrainer und die erste Konstruktion der Shenyang Aircraft Corporation nach deren Gründung. Sie sollte die Lücke zwischen dem Basistrainer und einem Einsatzmuster auffüllen.

## Geschichte
Die Konstruktion begann im Oktober 1956. Es entstand eine Ganzmetallkonstruktion mit Tiefdeckerflügeln und Einziehfahrwerk. Die beiden Besatzungsmitglieder saßen hintereinander, die Lufteinläufe befanden sich an den Rumpfseiten und speisten eine einzelne Zentrifugalturbine.
Nach einer relativ kurzen Entwicklungszeit fand der Erstflug bereits am 26. Juli 1958 mit dem Piloten Yu Zhenwu im Cockpit statt. Bis zum Oktober 1958 wurden die Flugeigenschaften bis zu einer Höhe von 3.000 m erprobt. Dabei erfüllte sie die Erwartungen.
Die Luftwaffe der Volksbefreiungsarmee, die PLAAF, änderte jedoch ihren Ausbildungsplan so, dass die Flugschüler direkt vom Basistrainer zur MiG-15UTI wechselten. Somit wurde das JJ-1-Programm beendet. Die Maschine befindet sich im chinesischen Luftfahrtmuseum in Datang Shan im Norden Pekings.

## Technische Daten
| Kenngröße               | Daten                                  |
| ----------------------- | -------------------------------------- |
| Besatzung               | 2                                      |
| Länge                   | 10,56 m                                |
| Spannweite              | 11,43 m                                |
| Höhe                    | 3,94 m (12 ft 11 in)                   |
| max. Startmasse         | 4602 kg                                |
| Triebwerk               | 1 × Radialverdichterturbine SADO PF-1A |
| Höchstgeschwindigkeit:# | 840 km/h in 8000 m Höhe                |
| Reichweite              | 1328 km                                |
| Bewaffnung              | 1 × 23-mm-Maschinenkanone              |